# Vanity Fair
『Vanity Fair』（ヴァニティ・フェア）は、松田聖子通算27枚目のオリジナル・アルバム。1996年5月27日発売。発売元はマーキュリー・ミュージックエンタテインメント（以下MME）。

## 解説
1980年の歌手デビューより15年間所属したSony Recordsを離れ（2002年に復帰）、MME（現・ユニバーサルミュージック）からリリースされた移籍第一弾アルバム。
同じくMME移籍第一弾シングルで、オリコンチャートにおいて「旅立ちはフリージア」以来8年ぶりの第1位を獲得した大ヒットシングル「あなたに逢いたくて〜Missing You〜／明日へと駆け出してゆこう」（両A面シングル）を収録。
その勢いを受け、30万枚以上のセールスを記録し、オリコンアルバムチャートでも前作『It's Style'95』（1995.5.21）に続き第2位を獲得。
日本では本作からわずか2週間後に、全篇英語詞の全米リリース・アルバム『WAS IT THE FUTURE』（1996.6.10）が発売されているが、アメリカでは、日本より1か月早く、5月14日に発売されている。

## 収録曲
全作詞:Seiko Matsuda　特記以外作曲:Seiko Matsuda・Ryo Ogura　全編曲: Yuji Toriyama
1. 明日へと駆け出してゆこう　
  - テレビ朝日系アニメ『怪盗セイント・テール』 主題歌
  - ライブ（『Live Vanity Fair'96』）ではオープニングを飾った。
2. Crazy Shopper　
  - 歌詞の中にブランド名が多数登場する。
  - カウントダウン・ライヴ『SEIKO MATSUDA COUNT DOWN LIVE PARTY 2007-2008』では、衣装替えをする合間の繋ぎで演奏された（ヴォーカルはなし）。同ライヴは2008年3月26日にDVD化されている。
3. Darling You're The Best　
  - 作曲・編曲:Robbie Nevil
  - シングル曲ではないが、ミュージック・ビデオが制作されている。
4. あなたに逢いたくて〜Missing You〜　
  - Canon コマーシャルソング
  - テレビ朝日系『ビートたけしのTVタックル』エンディング・テーマ
5. 白いバラをあなたに...
6. 未来への扉
7. ロマンティックにKissしましょう!!
8. あふれる想い　
  - 作曲・編曲:Robbie Nevil
9. もし、もう一度 戻れるなら　
  - 英語バージョン「If Only...」がアルバム『Guardian Angel』に収録。
10. Dear My Children

## 関連作品
- 明日へと駆け出してゆこう　
  - シングル「明日へと駆け出してゆこう#関連作品」を参照されたい
- Crazy Shopper
  - Seiko '96-'98
- あなたに逢いたくて〜Missing You〜　
  - シングル「あなたに逢いたくて〜Missing You〜#関連作品」を参照されたい
- もし、もう一度戻れるなら　
  - Seiko '96-'98
- If Only... （「もし、もう一度戻れるなら」English Version）　
  - Guardian Angel

## 関連人物
- 小倉良
- 鳥山雄司
- 夏目雅子